# Gyrocarpus mocinoi
Gyrocarpus mocinoi es una especie que pertenece a la familia Gyrocarpaceae, algunos de sus nombres comunes son: tincuí, tortugo (Chiapas); volador, palo hediondo y palo de zopilote, papayo y papayo cimarrón (Morelos), palomitas (Guerrero).

## Clasificación y descripción
Es un árbol de hasta 7 m de alto con un diámetro de hasta 25 cm, el tronco es derecho, las  ramas ascendentes, horizontales y quebradizas. La corteza externa es de color gris parduzco, fisurada, con las costillas suberosas y duras. La corteza interna es de color crema parduzco, fibrosa, sin olor, sin exudado, sabor ligeramente picante, grosor de la corteza ca. 1 cm. Las ramas jóvenes son de color gris plomizo, a pardo, lisas con pocas lenticelas ligeramente blanquecinas y cicatrices conspicuas blanquecinas de hojas caídas, puberulentas. La madera es liguera, pálida sin diferenciación clara entre la albura y el duramen. La albura de color crema pálido, cuando el árbol está vivo la madera es blanca con tinte grisáceo. Al secarse adquiere un color pajizo. El grano varia de recto a irregular, a veces ondulado. Presenta hojas simples alternas, dispuestas en espiral; la laminas va de 10 a 17 cm de largo, ligeramente lobadas de 3 a 5 láminas, los lóbulos ovados, ápice acuminado, margen entero, base de la hoja truncada; verde oscuro en el haz, y pálido en el envés, puberulentas o glabras en ambas superficies; palmas inervadas, prominentes en el envés; pecíolo de 10 a 18 cm de largo, puberulentas, pulvinado en la base. Las yemas son anchas, redondeadas trucadas, miden de 5 a 8 mm de largo, redondeadas por muchas escamas pequeñas, densamente pubescentes. Con estipulas ausentes. Esta es una especie monoica, presenta inflorescencias en corimbos y en las puntas de las ramas, miden de 10 a 20 cm de largo, las flores masculinas y femeninas zigomorfas ca. 3 mm de diámetro; el perianto es de color verde amarillento con 5 lóbulos ovados, agudos glabros, de 2 mm; tiene 5 estambres, de 2.5 a 3 mm de largo; blanquecinos,  glabros, dehiscentes por ventallas (valvas), con un nectario globoso y un ovario rudimentario; ovario ínfero, unilocular con un solo óvulo péndulo, estilo grueso, con escasos pelos; estigma discoide, asimétrico. Los frutos son nueces de 2.5 cm de largo y 1 cm de ancho, con ligeras estrías longitudinales, ovoides, de color verde, con dos alas terminales oblanceoladas de 5 a 10 cm de largo, glabras, verde amarillentas. Los frutos están agrupados en grandes grupos péndulos en las puntas de las ramas sin hojas; contienen una semilla carnosa de 1 a 2 cm de largo, su dispersión es por el viento con la ayuda de las alas.

## Distribución y ambiente
En México: Puebla, Oaxaca y en la Depresión Central de Chiapas y en Centroamérica: Guatemala, El Salvador. Forma parte de la selva baja caducifolia y subcaducifolia. Es una especie pionera con densidades mayores en sitios pedregosos, claros de bosque.

## Usos
La madera para hacer juguetes, cajas de embalaje, cubiertas para producciones, soportes para muebles y extracción de pulpa para papel.